# Mistrzostwa Panamerykańskie w Zapasach 2009
Mistrzostwa rozegrano 22 kwietnia 2009 roku w mieście Maracaibo.

## Tabela medalowa
|     | Państwo    |    |    |    | Razem: |
| --- | ---------- | -- | -- | -- | ------ |
| 1.  | Kuba       | 13 | 2  | 3  | 18     |
| 2.  | USA        | 5  | 9  | 5  | 19     |
| 3.  | Kanada     | 2  | 5  | 4  | 11     |
| 4.  | Wenezuela  | 1  | 3  | 7  | 11     |
| 5.  | Kolumbia   | 0  | 1  | 5  | 6      |
| 6.  | Dominikana | 0  | 1  | 4  | 5      |
| 7.  | Brazylia   | 0  | 0  | 3  | 3      |
| 8.  | Peru       | 0  | 0  | 2  | 2      |
| 8.  | Meksyk     | 0  | 0  | 2  | 2      |
| 10. | Portoryko  | 0  | 0  | 1  | 1      |
| 10. | Salwador   | 0  | 0  | 1  | 1      |
| 10. | Argentyna  | 0  | 0  | 1  | 1      |
| 10. | Ekwador    | 0  | 0  | 1  | 1      |
| 10. | Panama     | 0  | 0  | 1  | 1      |
|     | razem:     | 21 | 21 | 40 | 82     |

## Wyniki

### W stylu klasycznym
| Waga   | złoty              | srebrny           | brązowy            | brązowy               |
| ------ | ------------------ | ----------------- | ------------------ | --------------------- |
| 55 kg  | Gustavo Balart     | Jorge Cardozo     | José Magallanes    | Francisco Encarnación |
| 60 kg  | Hanser Meoque      | Spenser Mango     | Jansel Ramírez     | Wuileixis Rivas       |
| 66 kg  | Pedro Muléns       | Ángelo Mota Brea  | Alvis Almendra     | Faruk Sahin           |
| 74 kg  | Jorgisbell Álvarez | Alexander Brazón  | Jess Hargrave      | José Escobar          |
| 84 kg  | Aaron Sieracki     | Cristian Mosquera | José Arias Paredes | Eddy Bartolozzi       |
| 96 kg  | Yasmany Lugo       | Kevin Brad Ahearn | Erwin Caraballo    | ----                  |
| 120 kg | Mijaín López       | Brandon Rupp      | Rafael Barreno     | ----                  |

### W stylu wolnym
| Waga   | złoty          | srebrny         | brązowy        | brązowy              |
| ------ | -------------- | --------------- | -------------- | -------------------- |
| 55 kg  | Luis Ibáñez    | Obenson Blanc   | Carlos Vásquez | Aso Palani           |
| 60 kg  | Maikel Pérez   | James Mancini   | Abel Herrera   | Matt Valenti         |
| 66 kg  | Geandry Garzón | Haislan Veranes | Edison Hurtado | Brent Metcalf        |
| 74 kg  | Iván Fundora   | Jonathan Reader | Wilson Medina  | Evan MacDonald       |
| 84 kg  | Reineris Salas | Eric Luedke     | Ronnier Reyes  | Jaime Espinal        |
| 96 kg  | Michel Batista | Kyle Cerminara  | Korey Jarvis   | Israel Enrique Silva |
| 120 kg | Steve Mocco    | Michael Neufeld | Yonsy Sánchez  | Elier Romero Camacho |

### W stylu wolnym kobiet
| Waga  | złoty             | srebrny                  | brązowy            | brązowy                |
| ----- | ----------------- | ------------------------ | ------------------ | ---------------------- |
| 48 kg | Clarissa Chun     | Lindsay Rushton Prickett | Carolina Castillo  | Íngrid Medrano Cuéllar |
| 51 kg | Alyssa Lampe      | Terri McNutt             | Romina González    | Maria Sarmiento        |
| 55 kg | Marcia Andrades   | Idirmis Acea García      | Helen Maroulis     | Wendy Martínez         |
| 59 kg | Yamilka Del Valle | Kelsey Campbell          | Gloria Rivas       | Joice da Silva         |
| 63 kg | Elena Pirozhkova  | Katerina Vidiaux         | Stacie Anaka       | Vanessa Torres         |
| 67 kg | Martine Dugrenier | Gloria Zabala            | Cándida de Armas   | Aline Ferreira         |
| 72 kg | Pamela Wilson     | Jenna Pavlik             | Lisset Hechavarría | Rosângela Conceição    |